# Kim Boo-kyum
Dans ce nom coréen, le nom de famille, Kim, précède le nom personnel Boo-kyum.
Pour les articles homonymes, voir Kim.
Kim Boo-kyum (hangeul : 김부겸 ; hanja : 金富謙 ; RR : Gim Bugyeom) est un homme politique sud-coréen, né le 21 janvier 1958 à Sangju.
Membre du Parti Minju, il est député de 2000 à 2012 et de 2016 à 2020, ministre de l'Intérieur et de la Sécurité (en) de 2017 à 2019 puis Premier ministre de 2021 à 2022.

## Biographie
Après quatre mandats de député, Kim Boo-kyum est candidat à sa réélection aux élections législatives de 2020 dans la circonscription électorale de Daegu. Face à Joo Ho-young (en) du parti Pouvoir au peuple, il n'est pas réélu.
Il est nommé Premier ministre en mai 2021 par le président de la République Moon Jae-in, pour succéder à Chung Sye-kyun.